# Petrovskoe (Oblast' di Tambov)
Petrovskoe (in russo Петровское?) è un villaggio dell'oblast' di Tambov, in Russia; è il centro amministrativo del rajon Petrovskij.
Si trova 80 km (in linea d'aria) a ovest di Tambov.